# Strašík maloústý
Strašík maloústý (Macropinna microstoma) je ryba vyskytující se v severní části Tichého oceánu. Je dlouhá okolo 15 cm, černé barvy, žije v hloubkách mezi 600 a 800 metry. Její oči mají soudkovitý tvar, který umožňuje teleskopické vidění. Unikátní je průhledný kryt, kterým je opatřena horní část hlavy. Předpokládá se, že jeho úkolem je chránit oči a další choulostivé orgány před žahavými chapadly hlubokomořských medúz.
Ryba byla poprvé popsána v roce 1939, ale průhlednou schránku objevili vědci z Monterey Bay Aquarium Research Institute až v roce 2009 — důvodem je, že u jedinců vytažených z vody se tato skořepina roztrhla vlivem změny tlaku.